# SPIRIT OF ASIA
『SPIRIT OF ASIA』（スピリット・オブ・エイジア）は、2003年10月5日から2011年3月27日までJ-WAVEをキーステーションにJFL系列5局フルネットで放送されていたラジオ番組。提供は花王。

## 概要
日本を含むアジアの話題を専門としてさまざまな情報を紹介しており、スポンサー冠となっているアジエンスの商品コンセプトと共通した番組作りがなされている。番組のパートは大きく3つに分かれており不定期にリニューアルされるものの、おおむねアジア文化の紹介とアジアに関連するゲストを迎えるコーナーとなっている。
AZ-BEATの終了によるSAUDE! SAUDADE...の開始時刻30分繰り上げに伴い、新設された18:00開始枠の番組として放送を開始した。また、2009年4月5日よりJFL加盟局のNORTH WAVE（北海道）、ZIP-FM（愛知県）、FM802（大阪府）、CROSS FM（福岡県）にネットが開始された。

## 放送時間
- 日曜 18:00 - 18:54

## ナビゲーター
- 西田尚美（2003年10月 - 2004年9月）
- 田中美里（2004年10月 - 2007年9月）
- 金子奈緒（2007年10月 - 2011年3月）

## コーナー
2008年10月時点
- ASIAN LOUNGE

東洋文化の美に関する話題を紹介
- ASIAN SOUND STORY

アジア各地での独特の音を通して現地の文化や雰囲気を紹介
- ASIAN SESSION

ゲストを招いての対談コーナー

## 番組関連CD
スポンサー冠となっているアジエンスとのコラボレーションとして、番組名と同名のCDがリリースされている。
- ASIENCE SPIRIT OF ASIA J-WAVE 81.3FM （2005年、CHCB-10058）